# Егорье (Бельский район)
Егорье — деревня в Бельском районе Тверской области. Административный центр Егорьевского сельского поселения.

## География
Деревня расположена на правом берегу Обши, в 16 километрах к северо-востоку от районного центра, города Белый. Ближайший населённый пункт — деревня Корчежино.

## Улицы
Уличная сеть деревни представлена тремя улицами:
- ул. Молодёжная

- ул. Строителей

- ул. Центральная

## История
Ранее в деревне находился православный храм во имя Покрова Пресвятой Богородицы, построенный в 1821 году. Уничтожен в советское время.
В конце 19 века деревня входила в состав Егорьевской волости Бельского уезда Смоленской губернии. В 1900 году в Егорьево было 60 дворов, 290 жителей, земская школа, винная, 2 пивных и 4 мелочных лавки, в 1920 году — 70 дворов, 345 жителей. В 1930 году создан колхоз «Боевик», в 1965 — совхоз «Антипинский». В конце 20 века в деревне действовали агрофирма «Антипинская», механические мастерские, неполная средняя школа, детский сад, дом досуга, библиотека, медпункт, отделение связи и магазин.

## Достопримечательности
В деревне находится мемориал над братской могилой. Здесь захоронены 2141 человек, убитых немцами в годы Великой Отечественной войны. Мемориал воздвигнут в 1955 году, на постаменте высотой 1,6 м установлен памятник — советский воин в шинели с плащ-палаткой на плечах и в каске в полный рост.

## Население
| 2010 |
| ---- |
| 69   |